# Viktor Pavlenda
Viktor Pavlenda (23. ledna 1928 Katarínska Huta – 5. července 1990 Bratislava) byl slovenský a československý ekonom, vysokoškolský učitel, politik Komunistické strany Slovenska, poslanec Slovenské národní rady a Sněmovny národů Federálního shromáždění na počátku normalizace. Pak odstaven z veřejných funkcí.

## Biografie
Studoval na gymnáziu a do KSS vstoupil v roce 1948. V roce 1951 absolvoval Vysokou školu ekonomickou v Bratislavě. Zde pak působil jako učitel a vědecký pracovník až do roku 1969. Byl ekonomem, který díky dostupnosti důvěrných ekonomických materiálů dospěl ke kritickému postoji k hospodářské politice Československa, kritizoval i koncept poválečné industrializace Slovenska a centralizační snahy československé vlády. Po roce 1962, tedy po krachu třetí pětiletky byl členem týmu připravujících reformy československé ekonomiky.
Během pražského jara v roce 1968 patřil k stoupencům reformního proudu v KSS a zastáncům federalizace ČSSR. Už na jaře 1968 se profiloval jako stoupenec federalizace i v ekonomické oblasti a kritizoval jiné československé ekonomy (Ota Šik) za setrvávání na premise jednotného ekonomiky. Během následujících měsíců působil jako předseda komise pro přípravu federace při ÚV KSS. Během invaze vojsk Varšavské smlouvy do Československa byl v srpnu 1968 krátce internován okupačními jednotkami. Pak byl účastníkem delegace, kterou prezident Ludvík Svoboda vzal na jednání do Moskvy za unesenými vrcholnými politiky ČSSR.
V letech 1958–1970 se uvádí jako účastník zasedání Ústředního výboru Komunistické strany Slovenska. Zastával i posty v celostátní komunistické straně. Vysočanský sjezd KSČ ho zvolil za člena Ústředního výboru Komunistické strany Československa. Do ÚV KSČ pak byl formálně kooptován 31. srpna 1968. Na post rezignoval v dubnu 1970. V srpnu 1968 byl rovněž členem předsednictva ÚV KSČ.
Po provedení federalizace Československa usedl v lednu 1969 do Sněmovny národů Federálního shromáždění. Do federálního parlamentu ho nominovala Slovenská národní rada, v níž také zasedal. Ve FS setrval do dubna 1970, kdy rezignací na křeslo v SNR přišel i o mandát ve FS. V lednu 1970 již byla jeho politická pozice oslabena, ale Pavlenda se ještě účastnil porady slovenských vládních a stranických orgánů o korekcích zákona o federaci (které fakticky omezovaly pravomoce národních republik). Historik Jan Rychlík uvádí, že Pavlenda místo, aby důstojně mlčel, snažil se ještě na poslední chvíli zachránit svou kariéru tím, že se veřejně distancoval od reformních názorů z roku 1968. O šest dnů později nicméně byl předsednictvem ÚV KSČ uvolněn „na vlastní žádost“ z funkce člena předsednictva a člena sekretariátu ÚV KSS.
V roce 1971 byl vyloučen z KSČ a označen za pravicového oportunistu. V letech 1970–1971 byl odsunut na post československého velvyslance ve Švédsku, odkud byl odvolán již po roce v důsledku ztráty členství v KSČ. Od roku 1971 pracoval v Československém výzkumném ústavu práce a sociálních věcí v Bratislavě. Po vyloučení z KSČ byl sledován agenty StB (2. oboru XII.správy ŠtB v Bratislavě).
Po sametové revoluci se ještě krátce vrátil do veřejného života. Zasedl ve skupině Nezávislé sdružení ekonomů Slovenska, kde navázal na své názory z roku 1968 a propagoval samostatný scénář hospodářské transformace pro Slovensko.